# Challenger ATP Club Premium Open 1997
Il Challenger ATP Club Premium Open 1997 è stato un torneo di tennis facente parte della categoria ATP Challenger Series nell'ambito dell'ATP Challenger Series 1997. Il torneo si è giocato a Quito in Ecuador dal 14 al 20 luglio 1997 su campi in terra rossa.

## Vincitori

### Singolare
Mariano Puerta ha battuto in finale  Ramón Delgado con il punteggio di 6–1, 7–5

### Doppio
Bernardo Martínez /  Marco Osorio hanno battuto in finale  Ramón Delgado /  Martín García con il punteggio di 6–4, 6–4